# Пожарув (Люблінське воєводство)
Пожарув (пол. Pożarów) — село в Польщі, у гміні Фірлей Любартівського повіту Люблінського воєводства.
Населення — 166 осіб (2011).
У 1975-1998 роках село належало до Люблінського воєводства.

## Демографія
Демографічна структура станом на 31 березня 2011 року:
|          | Загалом | Допрацездатний вік | Працездатний вік | Постпрацездатний вік |
| -------- | ------- | ------------------ | ---------------- | -------------------- |
| Чоловіки | 76      | 17                 | 47               | 12                   |
| Жінки    | 90      | 24                 | 35               | 31                   |
| Разом    | 166     | 41                 | 82               | 43                   |